# Музеи Райс-Енгелхорн
Музеите Райс-Енгелхорн (нем. „Reiss-Engelhorn-Museen“) в Манхайм, Германия представляват комплекс, обединяващ:
- Музей „Световно културно наследство“,
- Музей „Цойгхаус“ (археология),
- Музей „Шилерхаус“ (за Шилер),
- ZEPHYR (зала за фотография) и др.

Комплексът носи имената на индустриалците-дарители Карл Райс (1843 – 1914) и Курт Енгелхорн (р. 1926). Посетен е от 330 172 души през 2008 г.